# Scaramouche
Scaramouche er en amerikansk stumfilm fra 1923 af Rex Ingram.

## Medvirkende
- Lloyd Ingraham som Quintin de Kercadiou
- Alice Terry som Aline de Kercadiou
- Ramon Novarro som André-Louis Moreau
- Lewis Stone som Marquis de la Tour d'Azyr
- Julia Swayne Gordon som Thérèse de Plougastel